# Slammiversary (2016)
Slammiversary (2016) foi um evento de luta livre profissional produzido pela Total Nonstop Action Wrestling (TNA) e transmitido em formato pay-per-view que ocorreu em 12 de junho de 2016, no Impact Zone na cidade de Orlando, Flórida. Este foi o décimo segundo evento da cronologia do Slammiversary.

## Antes do evento
Slammiversary teve combates de luta profissional de diferentes lutadores com rivalidades e histórias pré-determinadas, que se desenvolveram no Impact Wrestling — programa de televisão da Total Nonstop Action Wrestling (TNA). Os lutadores interpretaram um vilão ou um mocinho seguindo uma série de eventos para gerar tensão, culminando em várias lutas.
No dia 8 de março, no episódio do Impact Wrestling, Lashley derrotou Kurt Angle e, depois da luta, continuou a atacar Angle até a chegada de Drew Galloway, Eddie Edwards e Ethan Carter III, se tornando heel no processo. No dia 15 de março, Galloway usou a sua maleta do Feast or Fired e derrotou Matt Hardy para ganhar o TNA World Heavyweight Championship. Ele fez sua primeira defesa de título no dia 29 de março, derrotando Jeff Hardy para reter o título. Galloway derrotou Matt Hardy em uma revanche pelo título, enquanto Lashley teve uma rivalidade com D'Angelo Dinero, na qual ele venceu. No dia 5 de abril, no episódio do Impact Wrestling, Lashley terminou o show aplicando dois spears em Galloway. No dia 3 de maio, Lashley derrotou Jeff Hardy e Mike Bennett para se tornar o desafiante pelo título de Galloway; depois da luta, Lashley e Galloway tiveram uma brawl ao redor do ringue. No dia 17 de maio, no episódio do Impact Wrestling, Gallkoway enfrentou Lashley pelo título em uma lumberjack match, que terminou sem vencedor. No dia 24 de maio, no episódio do Impact Wrestling, depois do final caótico do último show, Dixie Carter anunciou que Galloway iria defender o seu título contra Lashley no Slammyversary , onde o único jeito de ganhar seria por nocaute ou submissão.
No dia 26 de janeiro, no episódio do Impact Wrestling, Jeff Hardy fez um desafio para seu irmão Matt Hardy pelo TNA World Heavyweight Championship, mas assim que a luta começou ele foi atacado por Eric Young e Bram , Hardy recebeu um piledriver de Young e mandado para o hospital. Jeff fez seu retorno no dia 15 de março, confrontando Young e vencendo uma luta conta ele para determinar um dos desafiantes pelo TNA World Heavyweight Championship no evento principal, que também incluia Matt Hrady e Ethan Carter III, mas a luta acabou sem vencedor após interferência de Young e Bram. No episódio seguinte, Jeff enfrentou o TNA World Heavyweight Champion Drew Galloway, mas perdeu. No dia 5 de abril, Jeff derrotou Young em uma luta steel cage depois de um Swanton Bomb.

## Resultados
| Nº                                          | Resultados | Estipulações                                                                                     | Tempo |
| ------------------------------------------- | --- | ------------------------------------------------------------------------------------------------ | ----- |
| 1                                           | Eddie Edwards derrotou Trevor Lee (c), Andrew Everett e DJZ                                                   | Luta 4-way pelo TNA X Division Championship                                                      | 10:12 |
| 2                                           | The Tribunal (Basile Baraka e Baron Dax) (com Al Snow) derrotou Grado e Mahabali Shera                        | Luta de duplas                                                                                   | 7:35  |
| 3                                           | Sienna (com Maria e Allie) derrotou Jade (c) e Gail Kim                                                       | Luta 3-way pelo TNA Knockouts Championship                                                       | 8:11  |
| 4                                           | James Storm derrotou Braxton Sutter                                                                           | Luta individual                                                                                  | 6:41  |
| 5                                           | Eli Drake (c) derrotou Bram                                                                                   | Luta individual pelo TNA King of the Mountain Championship                                       | 8:37  |
| 6                                           | Ethan Carter III derrotou Mike Bennett (com Maria)                                                            | Luta individual                                                                                  | 15:01 |
| 7                                           | Jeff Hardy derrotou Matt Hardy                                                                                | Luta Full Metal Mayhem                                                                           | 16:57 |
| 8                                           | Decay (Abyss e Crazzy Steve) (c) (com Rosemary) derrotou The BroMans (Robbie E e Jessie Godderz) (com Raquel) | Luta de duplas pelo TNA World Tag Team Championship                                              | 9:18  |
| 9                                           | Lashley derrotou Drew Galloway (c)                                                                            | Luta individual decidida apenas por nocaute ou submissão pelo TNA World Heavyweight Championship | 17:04 |
| (c) – Refere-se aos campeões antes da luta. | |                                                                                                  |       |